# Dicarnosis ripariensis
Dicarnosis ripariensis är en stekelart som beskrevs av Kerrich 1978. Dicarnosis ripariensis ingår i släktet Dicarnosis och familjen sköldlussteklar. Inga underarter finns listade i Catalogue of Life.